# Eurotower

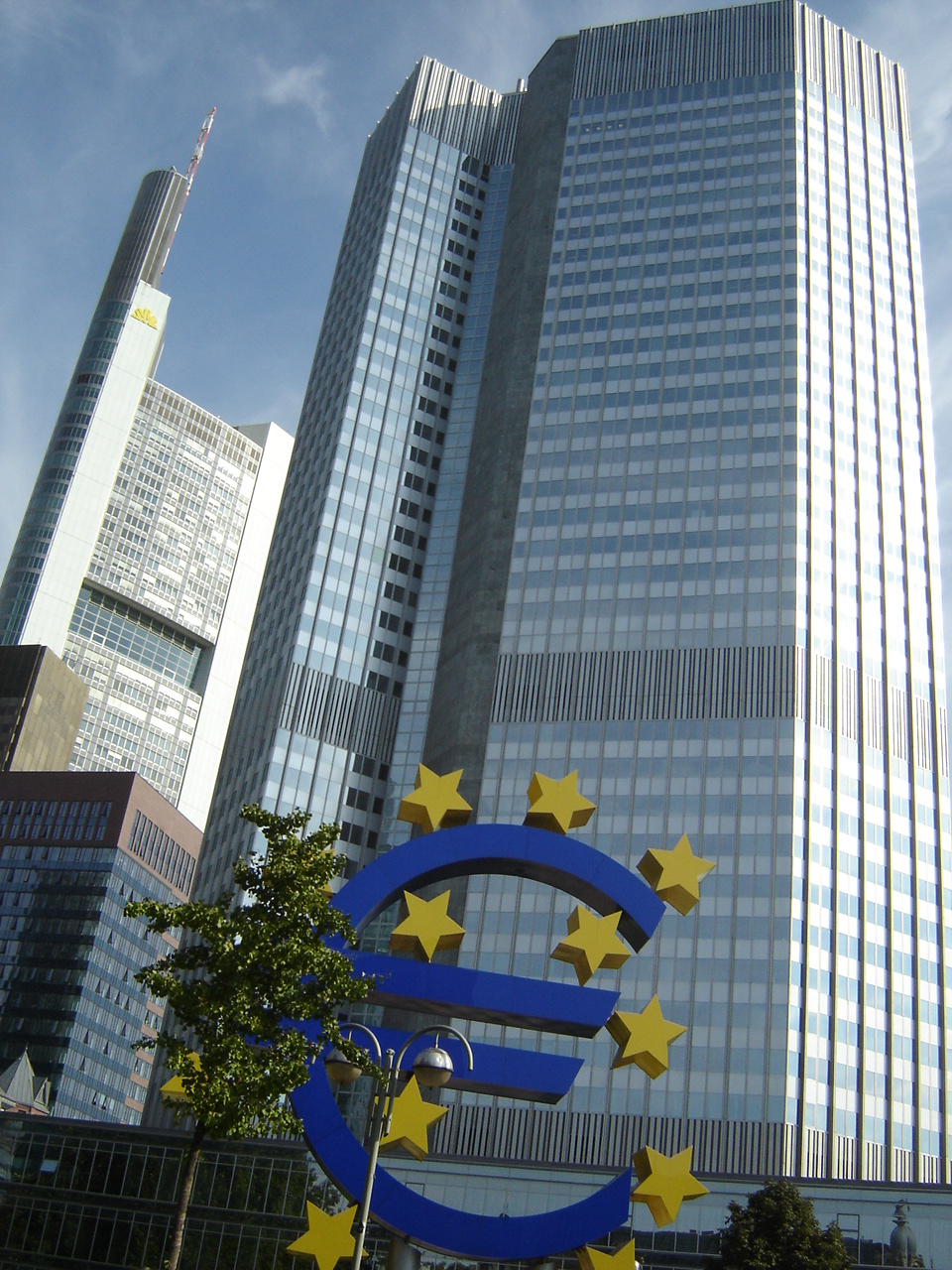
Eurotower

Eurotower este un zgârie-nori situat în Frankfurt, Germania. Are o înălțime de 148 m și 40 de etaje. Turnul a fost sediul Băncii centrale europene (BCE). A fost conceput de Richard Heil și a fost construit în perioada 1971–1977. Conține 78 000 m² de birouri.